# Oscarverleihung 2019
Übersicht aller ausgezeichneten Filme

◄◄ | ◄ | 2015 | 2016 | 2017 | 2018 | Oscarverleihung 2019 | 2020 | 2021 | 2022 | 2023 | ►

Weitere Ereignisse

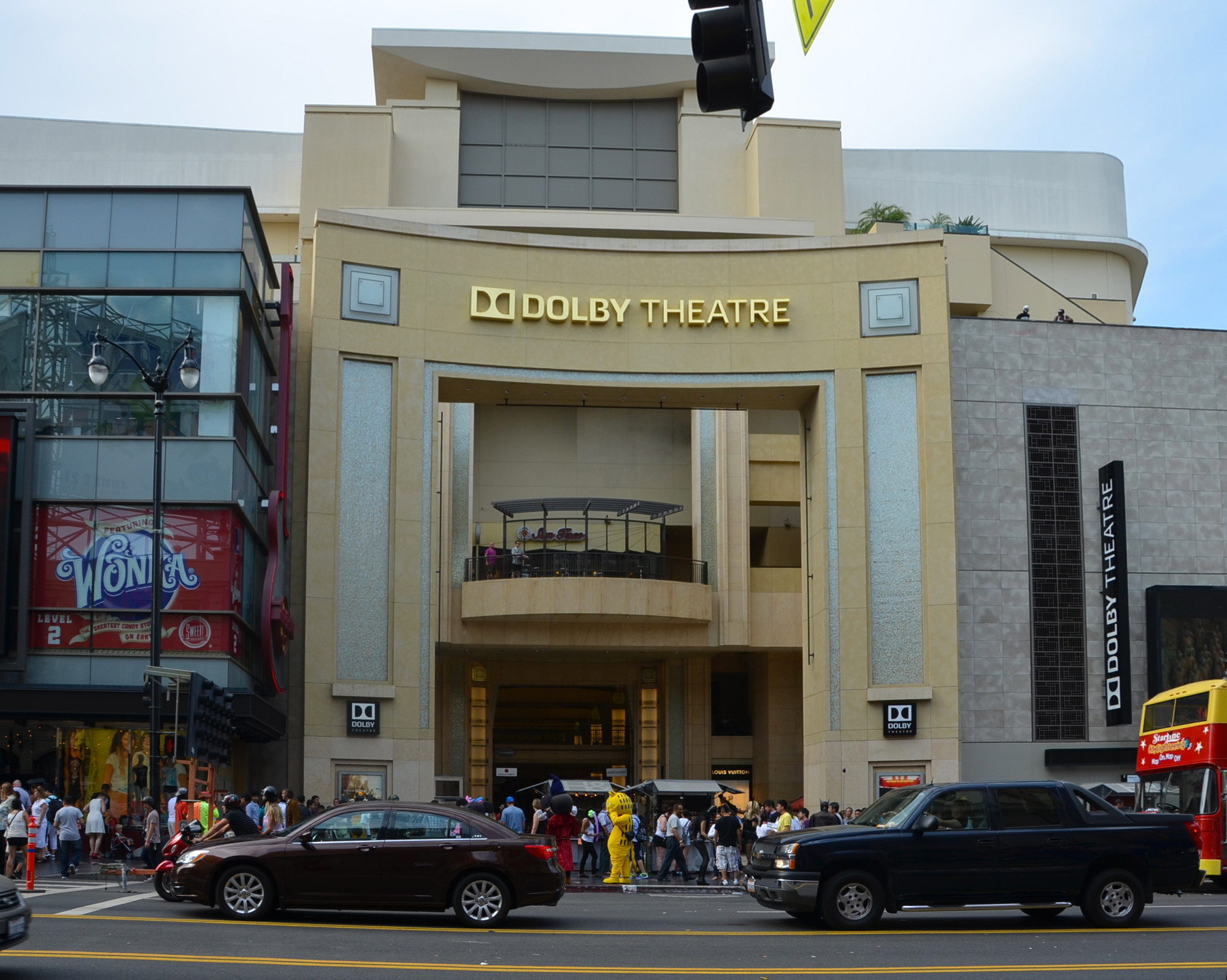
Das Dolby Theatre, Veranstaltungsort der Oscarverleihung 2019

Die 91. Verleihung der Oscars (englisch 91st Academy Awards) fand am 24. Februar 2019 im Dolby Theatre in Los Angeles statt. Im Jahr der Oscarverleihung werden immer Filme des Vorjahres ausgezeichnet, in diesem Fall die Filme des Jahres 2018.
Die Produktion der Verleihungszeremonie haben erstmals die beiden US-amerikanischen Filmproduzenten Glenn Weiss und Donna Gigliotti übernommen. Gastgeber der Preisverleihung sollte der Komiker und Schauspieler Kevin Hart werden. Zwei Tage nach der Bekanntgabe trat Hart allerdings zurück, nachdem Kritik an der Nominierung aufgrund früherer homophober Aussagen Harts aufkam. Die Verleihung wurde dann erstmals seit 1989 ohne einen Moderator durchgeführt.
Erfolgreichster Film des Abends in absoluten Zahlen der verliehenen Trophäen wurde die Filmbiografie Bohemian Rhapsody, die in vier Kategorien erfolgreich war und dabei insbesondere in drei Technikbereichen ausgezeichnet wurde (Bester Ton, Bester Tonschnitt, Bester Schnitt). Jeweils drei Oscars erhielten die Filme Green Book – Eine besondere Freundschaft, Roma und Black Panther. Das Rassismusdrama Green Book konnte dabei als einziger Film des Abends mit zwei Auszeichnungen in Big-Five-Kategorien (Bester Film, Bestes Originaldrehbuch) punkten. Roma, der ebenfalls in der Kategorie Bester Film nominiert war, erhielt u. a. Oscars in den Kategorien Beste Regie und Bester fremdsprachiger Film. Black Panther überzeugte die Jury durch seine Ausstattung und Musik (Bestes Szenenbild, Bestes Kostümdesign, Beste Filmmusik).
| Film                                     | N   | A |
| ---------------------------------------- | --- | - |
| Roma                                     | 100 | 3 |
| The Favourite – Intrigen und Irrsinn     | 100 | 1 |
| A Star Is Born                           | 8   | 1 |
| Vice – Der zweite Mann                   | 8   | 1 |
| Black Panther                            | 7   | 3 |
| BlacKkKlansman                           | 6   | 1 |
| Bohemian Rhapsody                        | 5   | 4 |
| Green Book – Eine besondere Freundschaft | 5   | 3 |
| Aufbruch zum Mond                        | 4   | 1 |
| Mary Poppins’ Rückkehr                   | 4   | 0 |
| Beale Street                             | 3   | 1 |
| The Ballad of Buster Scruggs             | 3   | 0 |
| Can You Ever Forgive Me?                 | 3   | 0 |
| Cold War – Der Breitengrad der Liebe     | 3   | 0 |
| Isle of Dogs – Ataris Reise              | 2   | 0 |
| Maria Stuart, Königin von Schottland     | 2   | 0 |
| RBG – Ein Leben für die Gerechtigkeit    | 2   | 0 |
| Werk ohne Autor                          | 2   | 0 |

## Preisträger und Nominierungen

### Bester Film
präsentiert von Julia Roberts
Green Book – Eine besondere Freundschaft (Green Book) – Produktion: Jim Burke, Charles B. Wessler, Brian Hayes Currie, Peter Farrelly und Nick Vallelonga
BlacKkKlansman – Produktion: Sean McKittrick, Jason Blum, Raymond Mansfield, Jordan Peele und Spike Lee
Black Panther – Produktion: Kevin Feige
Bohemian Rhapsody – Produktion: Graham King
The Favourite – Intrigen und Irrsinn (The Favourite) – Produktion: Ceci Dempsey, Ed Guiney, Giorgos Lanthimos und Lee Magiday
Roma – Produktion: Gabriela Rodríguez und Alfonso Cuarón
A Star Is Born – Produktion: Bill Gerber, Bradley Cooper und Lynette Howell Taylor
Vice – Der zweite Mann (Vice) – Produktion: Dede Gardner, Jeremy Kleiner, Adam McKay und Kevin J. Messick

### Beste Regie
präsentiert von Guillermo del Toro
Alfonso Cuarón – Roma
Giorgos Lanthimos – The Favourite – Intrigen und Irrsinn (The Favourite)
Spike Lee – BlacKkKlansman
Adam McKay – Vice – Der zweite Mann (Vice)
Paweł Pawlikowski – Cold War – Der Breitengrad der Liebe (Zimna wojna)

### Bester Hauptdarsteller
präsentiert von Gary Oldman und Allison Janney
Rami Malek – Bohemian Rhapsody
Christian Bale – Vice – Der zweite Mann (Vice)
Bradley Cooper – A Star Is Born
Willem Dafoe – Van Gogh – An der Schwelle zur Ewigkeit (At Eternity’s Gate)
Viggo Mortensen – Green Book – Eine besondere Freundschaft (Green Book)

### Beste Hauptdarstellerin
präsentiert von Frances McDormand und Sam Rockwell
Olivia Colman – The Favourite – Intrigen und Irrsinn (The Favourite)
Yalitza Aparicio – Roma
Glenn Close – Die Frau des Nobelpreisträgers (The Wife)
Lady Gaga – A Star Is Born
Melissa McCarthy – Can You Ever Forgive Me?

### Bester Nebendarsteller
präsentiert von Daniel Craig und Charlize Theron
Mahershala Ali – Green Book – Eine besondere Freundschaft (Green Book)
Adam Driver – BlacKkKlansman
Sam Elliott – A Star Is Born
Richard E. Grant – Can You Ever Forgive Me?
Sam Rockwell – Vice – Der zweite Mann (Vice)

### Beste Nebendarstellerin
präsentiert von Tina Fey, Amy Poehler und Maya Rudolph
Regina King – Beale Street (If Beale Street Could Talk)
Amy Adams – Vice – Der zweite Mann (Vice)
Emma Stone – The Favourite – Intrigen und Irrsinn (The Favourite)
Marina de Tavira – Roma
Rachel Weisz – The Favourite – Intrigen und Irrsinn (The Favourite)

### Bestes Originaldrehbuch
präsentiert von Brie Larson und Samuel L. Jackson
Nick Vallelonga, Brian Hayes Currie und Peter Farrelly – Green Book – Eine besondere Freundschaft (Green Book)
Alfonso Cuarón – Roma
Deborah Davis und Tony McNamara – The Favourite – Intrigen und Irrsinn (The Favourite)
Adam McKay – Vice – Der zweite Mann (Vice)
Paul Schrader – First Reformed

### Bestes adaptiertes Drehbuch
präsentiert von Brie Larson und Samuel L. Jackson
Charlie Wachtel, David Rabinowitz, Kevin Willmott und Spike Lee – BlacKkKlansman
Ethan und Joel Coen – The Ballad of Buster Scruggs
Nicole Holofcener und Jeff Whitty – Can You Ever Forgive Me?
Barry Jenkins – Beale Street (If Beale Street Could Talk)
Eric Roth, Bradley Cooper und Will Fetters – A Star Is Born

### Beste Kamera
präsentiert von Tyler Perry
Alfonso Cuarón – Roma
Caleb Deschanel – Werk ohne Autor
Matthew Libatique – A Star Is Born
Robbie Ryan – The Favourite – Intrigen und Irrsinn (The Favourite)
Łukasz Żal – Cold War – Der Breitengrad der Liebe (Zimna wojna)

### Bestes Szenenbild
präsentiert von Jennifer Lopez und Chris Evans
Hannah Beachler und Jay Hart – Black Panther
Eugenio Caballero und Bárbara Enríquez – Roma
Fiona Crombie und Alice Felton – The Favourite – Intrigen und Irrsinn (The Favourite)
Nathan Crowley und Kathy Lucas – Aufbruch zum Mond (First Man)
John Myhre und Gordon Sim – Mary Poppins’ Rückkehr (Mary Poppins Returns)

### Bestes Kostümdesign
präsentiert von Melissa McCarthy und Brian Tyree Henry
Ruth E. Carter – Black Panther
Alexandra Byrne – Maria Stuart, Königin von Schottland (Mary Queen of Scots)
Sandy Powell – The Favourite – Intrigen und Irrsinn (The Favourite)
Sandy Powell – Mary Poppins’ Rückkehr (Mary Poppins Returns)
Mary Zophres – The Ballad of Buster Scruggs

### Beste Filmmusik
präsentiert von Tessa Thompson und Michael B. Jordan
Ludwig Göransson – Black Panther
Terence Blanchard – BlacKkKlansman
Nicholas Britell – Beale Street (If Beale Street Could Talk)
Alexandre Desplat – Isle of Dogs – Ataris Reise (Isle of Dogs)
Marc Shaiman – Mary Poppins’ Rückkehr (Mary Poppins Returns)

### Bester Song
präsentiert von Chadwick Boseman und Constance Wu
„Shallow“ aus A Star Is Born – Musik und Text: Lady Gaga, Mark Ronson, Anthony Rossomando und Andrew Wyatt
„All the Stars“ aus Black Panther – Musik: Mark Spears, Kendrick Lamar und Anthony Tiffith; Text: Kendrick Lamar, Anthony Tiffith und Solana Rowe
„I’ll Fight“ aus RBG – Ein Leben für die Gerechtigkeit (RBG) – Musik und Text: Diane Warren
„The Place Where Lost Things Go“ aus Mary Poppins’ Rückkehr (Mary Poppins Returns) – Musik: Marc Shaiman; Text: Scott Wittman und Marc Shaiman
„When A Cowboy Trades His Spurs For Wings“ aus The Ballad of Buster Scruggs – Musik und Text: David Rawlings und Gillian Welch

### Bestes Make-up und beste Frisuren
präsentiert von Elsie Fisher und Stephan James
Greg Cannom, Kate Biscoe und Patricia Dehaney – Vice – Der zweite Mann (Vice)
Göran Lundström und Pamela Goldammer – Border
Jenny Shircore, Marc Pilcher und Jessica Brooks – Maria Stuart, Königin von Schottland (Mary Queen of Scots)

### Bester Schnitt
präsentiert von Michael Keaton
John Ottman – Bohemian Rhapsody
Barry Alexander Brown – BlacKkKlansman
Hank Corwin – Vice – Der zweite Mann (Vice)
Yorgos Mavropsaridis – The Favourite – Intrigen und Irrsinn (The Favourite)
Patrick J. Don Vito – Green Book – Eine besondere Freundschaft (Green Book)

### Bester Ton
präsentiert von Danai Gurira und James McAvoy
Paul Massey, Tim Cavagin und John Casali – Bohemian Rhapsody
Steve Boeddeker, Brandon Proctor und Peter J. Devlin – Black Panther
Skip Lievsay, Craig Henighan und José Antonio García – Roma
Tom Ozanich, Dean A. Zupancic, Jason Ruder und Steven A. Morrow – A Star Is Born
Jon Taylor, Frank A. Montaño, Ai-Ling Lee und Mary H. Ellis – Aufbruch zum Mond (First Man)

### Bester Tonschnitt
präsentiert von Danai Gurira und James McAvoy
John Warhurst und Nina Hartstone – Bohemian Rhapsody
Benjamin A. Burtt und Steve Boeddeker – Black Panther
Sergio Díaz und Skip Lievsay – Roma
Ai-Ling Lee und Mildred Iatrou Morgan – Aufbruch zum Mond (First Man)
Ethan Van der Ryn und Erik Aadahl – A Quiet Place

### Beste visuelle Effekte
präsentiert von Sarah Paulson und Paul Rudd
Paul Lambert, Ian Hunter, Tristan Myles und J. D. Schwalm – Aufbruch zum Mond (First Man)
Rob Bredow, Patrick Tubach, Neal Scanlan und Dominic Tuohy – Solo: A Star Wars Story
Dan DeLeeuw, Kelly Port, Russell Earl und Daniel Sudick – Avengers: Infinity War
Roger Guyett, Grady Cofer, Matthew E. Butler und Dave Shirk – Ready Player One
Chris Lawrence, Michael Eames, Theo Jones und Chris Corbould – Christopher Robin

### Bester Animationsfilm
präsentiert von Michelle Yeoh und Pharrell Williams
Spider-Man: A New Universe (Spider-Man: Into the Spider-Verse) – Bob Persichetti, Peter Ramsey, Rodney Rothman, Phil Lord und Chris Miller
Chaos im Netz (Ralph Breaks the Internet) – Rich Moore, Phil Johnston und Clark Spencer
Isle of Dogs – Ataris Reise (Isle of Dogs) – Wes Anderson, Scott Rudin, Steven Rales und Jeremy Dawson
Mirai – Das Mädchen aus der Zukunft (Mirai no Mirai) – Mamoru Hosoda und Yuichiro Saito
Die Unglaublichen 2 (The Incredibles 2) – Brad Bird, John Walker und Nicole Paradis Grindle
Für den Animationsfilm-Oscar wurden 25 Filme eingereicht.

### Bester animierter Kurzfilm
präsentiert von Awkwafina und John Mulaney
Bao – Domee Shi und Becky Neiman-Cobb
Animal Behaviour – Alison Snowden und David Fine
Late Afternoon – Louise Bagnall und Nuria González Blanco
One Small Step – Andrew Chesworth und Bobby Pontillas
Weekends – Trevor Jimenez

### Bester Kurzfilm
präsentiert von KiKi Layne und Krysten Ritter
Skin – Guy Nattiv und Jaime Ray Newman
In Gewahrsam (Detainment) – Vincent Lambe und Darren Mahon
Fauve – Jeremy Comte und Maria Gracia Turgeon
Marguerite – Marianne Farley und Marie-Hélène Panisset
Madre – Rodrigo Sorogoyen und María del Puy Alvarado

### Bester Dokumentarfilm
präsentiert von Helen Mirren und Jason Momoa
Free Solo – Elizabeth Chai Vasarhelyi, Jimmy Chin, Evan Hayes und Shannon Dill
Hale County, Tag für Tag (Hale County This Morning, This Evening) – RaMell Ross, Joslyn Barnes und Su Kim
Minding the Gap – Bing Liu und Diane Quon
Of Fathers and Sons – Die Kinder des Kalifats (Of Fathers and Sons) – Talal Derki, Ansgar Frerich, Eva Kemme und Tobias N. Siebert
RBG – Ein Leben für die Gerechtigkeit (RBG) – Betsy West und Julie Cohen

### Bester Dokumentar-Kurzfilm
präsentiert von Awkwafina und John Mulaney
Stigma Monatsblutung (Period. End of Sentence.) – Rayka Zehtabchi und Melissa Berton
Black Sheep – Ed Perkins und Jonathan Chinn
Endspiel (End Game) – Rob Epstein und Jeffrey Friedman
Lifeboat – Skye Fitzgerald und Bryn Mooser
A Night at The Garden – Marshall Curry

### Bester fremdsprachiger Film
präsentiert von Angela Bassett und Javier Bardem
Roma – Mexiko, Regie: Alfonso Cuarón
Capernaum – Stadt der Hoffnung (Capharnaüm) – Libanon, Regie: Nadine Labaki
Cold War – Der Breitengrad der Liebe (Zimna wojna) – Polen, Regie: Paweł Pawlikowski
Shoplifters – Familienbande (Manbiki kazoku) – Japan, Regie: Hirokazu Koreeda
Werk ohne Autor – Deutschland, Regie: Florian Henckel von Donnersmarck
Insgesamt wurden 87 eingereichte Kandidaten für den besten fremdsprachigen Film akzeptiert. Eine Vorauswahl (Shortlist) von neun Filmen wurde am 17. Dezember 2018 bekanntgegeben.
Anfang August 2018 gab Swiss Films im Rahmen des Locarno Film Festivals bekannt, dass der Dokumentarfilm Eldorado von Markus Imhoof bei der Verleihung als Schweizer Kandidat eingereicht wird. Als deutscher Beitrag wurde Werk ohne Autor von Florian Henckel von Donnersmarck ausgewählt. Österreich reichte den Dokumentarfilm Waldheims Walzer von Ruth Beckermann ein.

### Technical Achievement Award
- Markus Gross, Derek Bradley, Thabo Beeler, Bernd Bickel für Konzeption, Design und Engineering des Medusa Performance Capture Systems („for the conception, design and engineering of the Medusa Performance Capture System“)
- Paul Debevec, Tim Hawkins, Wan-Chun Alex Ma, Xueming Yu „for the invention of the Polarized Spherical Gradient Illumination facial appearance capture method and the design and engineering of the Light Stage X Capture System“

## Honorary Awards
Die vom Board of Governors der Academy of Motion Picture Arts and Sciences bestimmten Ehrenpreisträger wurden am 18. November 2018 bei den zehnten Governors Awards ausgezeichnet. Erstmals seit 2011 wurden dabei wieder zwei Irving G. Thalberg Memorial Awards verliehen. Die Preisträger waren:

### Ehrenoscar
- Marvin Levy für sein Lebenswerk als Vermarkter
- Lalo Schifrin für sein Lebenswerk als Filmkomponist
- Cicely Tyson für ihr Lebenswerk als Schauspielerin

### Irving G. Thalberg Memorial Award
- Kathleen Kennedy
- Frank Marshall

### John A. Bonner-Medaille
- Curtis Clark, US-amerikanischer Kameramann

## In Memoriam
Folgende Künstler wurden (in der angegebenen Reihenfolge) im Segment erwähnt:
- Susan Anspach, Schauspielerin
- Ermanno Olmi, Regisseur und Drehbuchautor
- Richard Greenberg, Visuelle-Effekte-Künstler
- John N. Carter, Filmeditor
- John Morris, Komponist
- Bernardo Bertolucci, Regisseur und Drehbuchautor
- Michel Legrand, Komponist
- Margot Kidder, Schauspielerin
- Alixe Gordin, Casting-Direktorin
- Neil Simon, Drehbuchautor
- Richard H. Kline, Kameramann
- Vittorio Taviani, Regisseur und Drehbuchautor
- Elizabeth Sung, Schauspielerin
- Françoise Bonnot, Filmeditorin
- Burt Reynolds, Schauspieler und Regisseur
- Kitty O’Neil, Stuntfrau
- Pablo Ferro, Graphischer Künstler
- Samuel Hadida, Produzent
- Raymond Chow, Produzent
- Pierre Rissient, Produzent
- Anne V. Coates, Filmeditorin
- Paul Bloch, Publizist
- Shinobu Hashimoto, Drehbuchautor
- Richard Marks, Filmeditor
- Stéphane Audran, Schauspielerin
- Robby Müller, Kameramann
- Craig Zadan, Produzent
- Barbara Harris, Schauspielerin
- Claude Lanzmann, Regisseur
- Martin Bregman, Produzent
- Nelson Pereira dos Santos, Regisseur
- Will Vinton, Animator
- Miloš Forman, Regisseur
- Witold Sobociński, Kameramann
- Dan Striepeke, Maskenbildner
- Penny Marshall, Regisseurin, Produzentin und Schauspielerin
- Isao Takahata, Animationsregisseur
- Stephen Vaughan, Standfotograf
- Stan Lee, Comicautor und Produzent
- William Goldman, Drehbuchautor
- John M. Dwyer, Szenenbildner
- Tab Hunter, Schauspieler
- Yvonne Blake, Kostümbildnerin
- Nicolas Roeg, Regisseur und Kameramann
- James Karen, Schauspieler
- Gregg Rudloff, Ton-Mischer
- Gloria Katz, Drehbuchautorin
- Bruno Ganz, Schauspieler
- Audrey Wells, Drehbuchautorin und Regisseurin
- Albert Finney, Schauspieler